# دين كومبز
دين كومبز (بالإنجليزية: Dean Combs)‏ هو سائق سباق أمريكي، ولد في 23 فبراير 1952 في نورث ويلكيسبورو في الولايات المتحدة.

## وصلات خارجية
- دين كومبز على موقع Racing-Reference.info (الإنجليزية)